# コインテルプロ

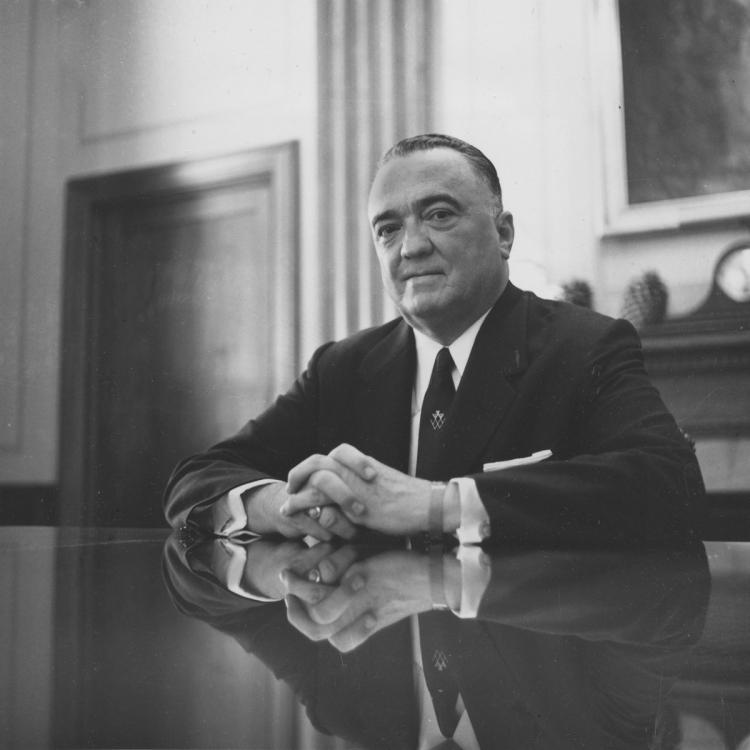
初代FBI長官ジョン・エドガー・フーヴァー

コインテルプロ（英語: COINTELPRO, Counter Intelligence Programの略）とは、初代FBI（連邦捜査局）長官ジョン・エドガー・フーヴァーによって開発された極秘プログラムである。1956年から1971年まで、FBIが実施して実行した一連の違法かつ極秘行動で構成されている。その目的には、アメリカ共産党、左翼、公民権運動の活動家、ブラック・パワー、フェミニスト主義団体 などの国内の抗議グループや政治反体制団を混乱させることが含まれていた。

## 概要
コインテルプロは「国家安全保障」の名の元に州のテロとして実施された。FBIが行った違法行為は、交信や通信の傍受、放火、違法盗聴、殺人などであった。FBI長官ジョン・エドガー・フーヴァーの指針は、FBI捜査官が、「暴露」、「不正行為」、「誤解を誘発する」、「信憑性を破壊する」という任務や、既存の社会的、政治的秩序を維持するために、フーヴァーがアメリカの国家安全保障に対する脅威として掲げたあらゆる動きの「中立化」活動と指導者の動静を含んでいる。

## 歴史

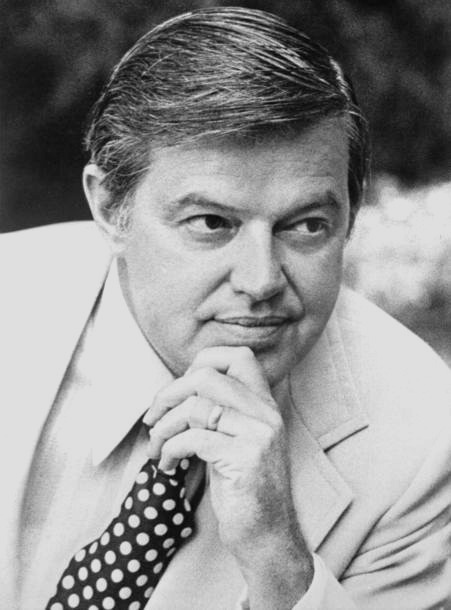
「チャーチ委員会」委員長フランク・チャーチ

1956年、FBI長官のジョン・エドガー・フーヴァーは、彼が脅威と見ていた人々の政治的理由、行動主義または活動を責める際のアメリカ合衆国憲法修正第1条による妨げに、非常に失望していた。その後、フーヴァーは正式に「ダーティ・トリック」と呼ばれる極秘プログラム、国内向け対敵諜報活動計画「コインテルプロ」を開発した。プログラムの破壊的活動の対象としてフーヴァーが選んだ個人や団体に対する妨害、脅迫、嫌がらせがFBIとその捜査官によって実施された。1971年まで極秘のままで、プログラムの秘密文書の盗難の後のみ公開されていた。
コインテルプロは、ベトナム戦争に対する抗議、マーティン・ルーサー・キング、アーネスト・ヘミングウェイ、チャーリー・チャップリン、ジェーン・フォンダ、そして数え切れないほどの人々、ジョン・レノンのような有名な人々への脅迫的な調査を開始するために使用された。
方法には、平和運動への潜入、盗難、電話盗聴、家宅浸入、一連の秘密の攻撃、違法行為などがあり、歴史家や研究者はこのプログラムに暴力や殺人に対する扇動が含まれていると主張している。1976年、フランク・チャーチ民主党上院議員が率いるチャーチ委員会によってFBIとコインテルプロの調査が開始され、その活動は違法とみなされた。

## 意図された効果

コインテルプロの捜査官がマーティン・ルーサー・キングの自殺を勧めた手紙

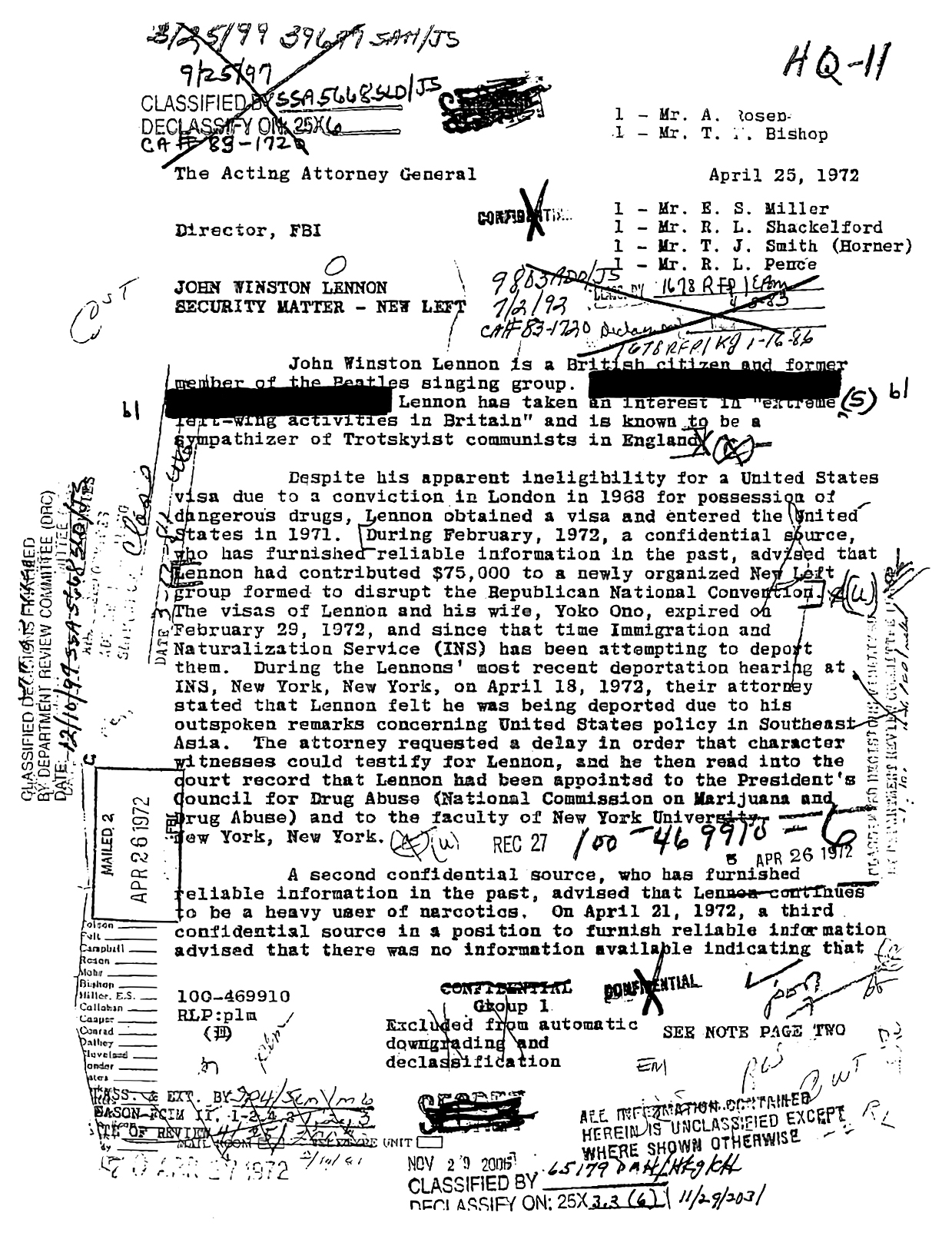
ジョン・レノンの調査に関するFBIのプログラム文書

コインテルプロの意図された効果は、FBIの諜報員に以下のことを指示することによって、FBIの職員が「破壊的」であると信じている団体を「暴露し、混乱させ、もしくは別の方法で制圧する」ことであった。
- 活動家を調査し、否定的な個人情報を一般に公開することによって、対象団体の広く一般に認識されているイメージを否定的なものにする。
- 捜査官が人種的緊張を悪化させることによって対立を起こし内部組織を破壊するか、または匿名の手紙を送って対立を起こさせようとする。
- 他の団体がお金を盗んでいたという噂を広めることによって、団体間の不和を作り出す。
- 資金調達や物質的支援を中止するために非営利団体に圧力をかけて、公的資金の利用を制限する。
- 計画中および抗議時に警察に対する暴力を働きかける捜査官を通じて、抗議を組織する能力を制限する。
- 有名人の評判を落とすための中傷、不法逮捕、監視によって、グループ活動に参加する個人の能力を制限する。

## 方法
ブライアン・グリック弁護士の著書「War at Home」によると、FBIはコインテルプロの主な5つの方法を使用している。
潜入
捜査官と情報提供者は単に政治活動家を脅かすだけではなかった。その主な目的は、行動を混乱させ、否定的に変化させることであった。捜査官と情報提供者の存在は、信頼を損なわせ、潜在的な支持者を恐れさせた。FBIと警察は、本物の活動家を「捜査官」と中傷し名声を汚すためにこの恐怖を悪用した。
心理戦
FBIと警察は、進歩的な動きを弱体化させるために無数の「汚い技」を使用した。FBIと警察は、間違った報道を植え付け、標的とされたグループの名前で偽のチラシや他の出版物を出版した。通信を偽造し、匿名の手紙を送り、匿名の電話をした。会議やイベントに関する誤った情報を広め、政府機関によって運営される疑似運動団体や、操られた若しくは武装した親、雇用主、地主、学校関係者などにトラブルを引き起こさせた。時には致命的な結果を招く対象の活動家について、疑念を生むためにバッド・ジャケッティングを使用した。
法制度による嫌がらせ
FBIと警察は、反体制派を嫌って犯罪者に見せかける法的制度を濫用した。法の執行役員は虚偽の逮捕と不正な投獄の口実として虚偽の証言を提出し、作成された証拠を提示した。FBIと警察は、税法やその他の政府規制を差別的に実施し、活動家を脅迫し、支持者を沈黙させるために、顕著な監視、「捜査」インタビュー、大陪審召喚状を使用した。
武力闘争
FBIは地方警察署と協力して反体制派を脅かした。異議申し立てを受けた家を捜索するために違法侵入を行うこと、暴力行為、暴行、急襲、暗殺を行うことができる。その目的は、反体制派を排除したり、その動きを混乱させることであった。
世論を弱体化させる
FBIを対象とする組織の主な方法の1つは、公共における評判に挑戦し、正当性を得るための演説を否定することであった。フーヴァーは、指導者を「公的に、あるいは通信媒体を通じて、哲学を広める」ことを阻止するプログラムを特別に計画した。さらに、組織は、ブラック・パワーを弱体化させる否定的な媒体を作り管理した。例えば、BPPを積極的に描くために巧みに編集された「ドキュメンタリー」や、党員に関する誤報を広げる偽の新聞の作成を監督した。革命的な組織の間での不信を生み出すFBIの手腕は、公共のイメージを損ない、統一と公的支援の機会を弱めた。

## 違法な監視
チャーチ委員会の最終報告書は次のように結論づけられた。
あまりにも多くの人々があまりにも多くの政府機関から監視され、知りたくないような情報が違法に収集されている。政府は、敵対的な外国勢力に代わって、暴力や違法行為の脅威がない場合でも、政治的信念に基づいて市民の秘密の監視をしばしば実施している。政府は、主に極秘情報や偏見のある情報提供者通じてだけではなく、盗聴などの他の侵入技術を使用し、「隠しマイク」、内密なメールの開封や住居侵入、個人的な生活、見解、およびアメリカ市民権協会に関する膨大な情報を一掃してきた。潜在的に危険であるとみなされる団体や、潜在的に危険な組織と結びついていると疑われる団体の調査は、これらの団体が違法活動に関与していないにもかかわらず、何十年も続いている。
団体と個人は、政治的見解、社会的信念、およびライフスタイルのために、暴行され、抑圧され、嫌がらせを受けている。調査は、曖昧な基準に基づいて行われており、過度の収集が避けられないものであった。結婚を破綻させたり、会議を混乱させ、社会から追放したり、死を招く可能性のある対象集団を扇動したりするような、不快で有害で悪質な戦術が採用されている。情報機関は、大統領やその他の高官の政治的、個人的な目的を果たしてきた。行政機関や議会の高官からの圧力を受けて、しばしば不適切な活動を開始し、知らせる義務を負っている職員から隠蔽することもあった。
政府関係者(法律を執行することを主たる任務とする政府関係者を含む)は、法律を長年にわたって違反または無視し、法律を破棄する権利を主張し、擁護してきた。憲法上の抑制と均衡のシステムは、諜報活動を適切に管理していない。最近まで、行政機関は、許可された活動の範囲や情報機関を監督するための確立された手続きを描写していない。議会は十分な監視を行使に失敗し、歳出予算の投入に疑問を呈することはめったにない。ほとんどの国内諜報機関の問題は裁判所に届いておらず、裁判所に届いたような場合、司法機関はそれらの問題と取り組むことに消極的であった。